# Edwin Drake
Edwin Laurentine Drake (Greenville, 29 marzo 1819 – Bethlehem, 9 novembre 1880) è stato un inventore statunitense, ritenuto la prima persona ad aver effettuato una trivellazione petrolifera, realizzata negli Stati Uniti nel 1859, in Pennsylvania.